# 18 Armia (ZSRR)

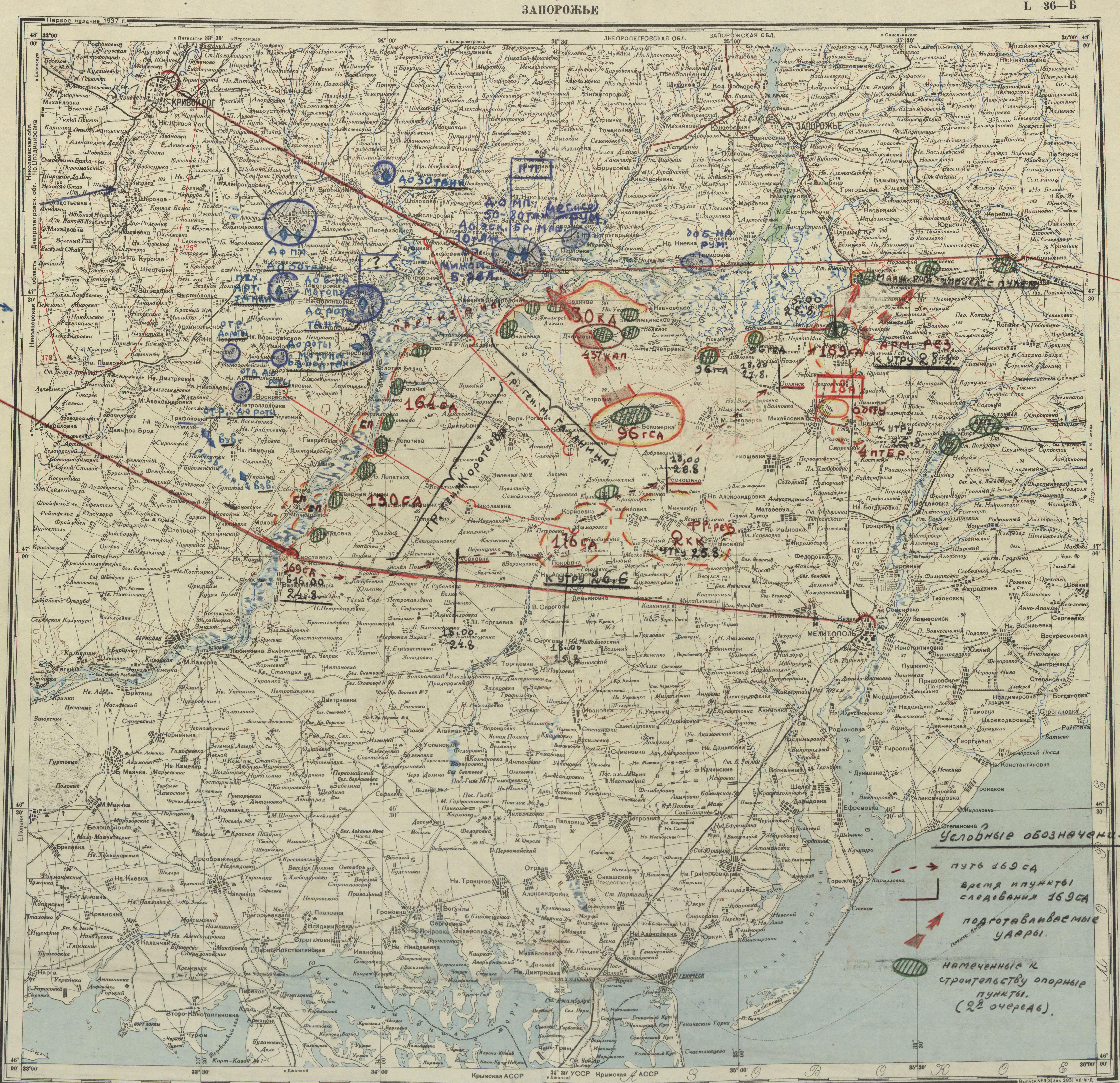
Mapa operacyjna przedstawiająca działania 18 Armii w sierpniu 1941.

18 Armia (ros. 18-я армия) – związek operacyjny Armii Czerwonej z okresu II wojny światowej.

## Historia
W czasie walk na froncie wschodnim 18 Armia wchodziła w skład kilku związków operacyjno-strategicznych Armii Czerwonej, w tym Frontu Centralnego i Frontu Stalingradzkiego. Początkowo jej 22 Korpus Piechoty a pod koniec 1943 roku cała 18 Armia uczestniczyła w walkach przeciw Niemcom pod Żytomierzem. Następnie, będąc w składzie wojsk 1 Frontu Ukraińskiego uczestniczyła w walkach na ziemiach polskich. 
Dowodzona była przez gen. por. Jewgienija Żurawlewa a od 10 listopada 1944 przez gen. por. Antona Gastiłowicza. Funkcję szefa sztabu pełnił gen. por. Nikita Brilew. 
W 1944 na wyposażeniu 18 Armii było 1571 dział, 371 czołgów i 181 wyrzutni rakietowych (Katiusza).
Uczestnicząc w operacji wiślańsko-odrzeńskiej działania bojowe prowadziła na terenie Słowacji (Operacja morawsko-ostrawska). Atakowała niemieckie wojska Grupy Armii Środek. 

## Dowódcy
- gen. por. Andriej Smirnow (czerwiec - październik 1941)
- gen. mjr Władimir Kołpakczi (paźdzziernik - listopad 1941)
- gen. mjr Fiodor Kamkow (listopad 1941 - luty 1942)
- gen. por. Ilja Smirnow (luty - kwiecień 1942)
- gen. mjr Fiodor Kamkow (kwiecień - 19 października 1942)
- gen. mjr Andriej Grieczko (październik 1942 - 5 stycznia 1943)
- gen. mjr Aleksandr Ryżow (styczeń - 11 lutego 1943)
- gen. mjr Konstantin Korotiejew (luty - 16 marca 1943)
- gen. por./gen. płk Konstantin Leselidze (marzec 1943 - 6 lutego 1944)
- gen. por. Jewgienij Żurawlow (luty - listopad 1944)
- gen. mjr/gen. por. Anton Gastiłowicz (listopad 1944 - maj 1945)

## Struktura organizacyjna
- 17 Korpus Armijny
- 18 Korpus Armijny
- 95 Korpus Armijny[7].